# Dolomedes gracilipes
Dolomedes gracilipes är en spindelart som beskrevs av Roger de Lessert 1928. Dolomedes gracilipes ingår i släktet Dolomedes och familjen vårdnätsspindlar.
Artens utbredningsområde är Kongo. Inga underarter finns listade i Catalogue of Life.